# Kardosrét megállóhely
Kardosrét megállóhely egy megszűnt Veszprém vármegyei vasúti megállóhely, melyet a MÁV üzemeltetett, a Zirc városához tartozó Kardosrét (korábbi nevén Kisesztergár) városrész közelében. A lakott területtől délkeletre helyezkedett el, külterületek között, csak mezőgazdasági utakon volt elérhető.

## Vasútvonalak
A megállóhelyet az alábbi vasútvonalak érintették:
- Zirc–Dudarbánya-vasútvonal

## Kapcsolódó állomások
A megállóhelyhez az alábbi állomások vannak a legközelebb:
- Zirc vasútállomás (Zirc vasútállomás, Zirc–Dudarbánya-vasútvonal)
- Nagyesztergár megállóhely (Dudar vasútállomás, Zirc–Dudarbánya-vasútvonal)